# Pakisrejo (Rejotangan)
Pakisrejo is een bestuurslaag in het regentschap Tulungagung van de provincie Oost-Java, Indonesië. Pakisrejo telt 2577 inwoners (volkstelling 2010).